# Aïn Bouziane
Aïn Bouziane (em árabe: عين بوزيان) é uma comuna localizada na província de Skikda, Argélia. De acordo com o censo de 2008, a população total da cidade era de 9 591 habitantes.